# Tiphaine Raffier
Tiphaine Raffier née le 21 octobre 1985 à Lorient est une actrice, dramaturge, metteure en scène, scénariste et  réalisatrice française.

## Biographie
Tiphaine Raffier est née en 1985. D'une mère sage-femme et d'un père travaillant dans le monde de l'entreprise, elle grandit en région parisienne. Elle découvre le théâtre pendant sa scolarité. Après l'obtention d'une licence d'arts du spectacle, elle intègre l’École du Nord (École supérieure d’art dramatique) de Lille en 2006.
Dès 2009, Tiphaine Raffier œuvre dans le collectif Si vous pouviez lécher mon cœur, qui signe notamment les adaptations des Particules Élémentaires de Michel Houellebecq et de 2666 de Roberto Bolaño. Tiphaine Raffier monte sa propre compagnie, La femme coupée en deux, en 2015.
Tiphaine Raffier écrit et crée La Chanson (2012), Dans le nom (2014), France Fantôme (2017), La Réponse des hommes (2020) et Némésis (2023).
Elle est artiste associée au Centre dramatique de Lille, à la Criée de Marseille, à la Rose des Vents de Villeneuve-d'Ascq, au Préau de Vire et au Théâtre national populaire de Villeurbanne.
Elle adapte sa première pièce au cinéma et réalise en 2018 un moyen métrage remarqué, La Chanson, dans lequel elle joue avec Noémie Gantier et Victoria Quesnel.

## Théâtre

### Comédienne
- 2010 : Autoportrait, Autofiction, Autofilmage, de et mise en scène Bruno Buffoli, Festival Off d'Avignon, tournée
- 2010 : Nanine de Voltaire, mise en scène Laurent Hatat, tournée
- 2010 : Gênes 01, de Fausto Paravidino , mise en scène Julien Gosselin, création théâtre du Nord
- 2011 : Tristesse Animal noir, de Anja Hilling, adaptation, mise en scène Julien Gosselin, création Théâtre de Vanves
- 2012 : La Chanson de et mise en scène de Tiphaine Raffier, création Théâtre du Nord
- 2013 : Soirée de Gala, de et mise en scène Gilles Defacque, Théâtre du Prato, tournée
- 2013 : Les Particules élémentaires, de Michel Houellebecq, adaptation, mise en scène Julien Gosselin, création Avignon, tournée
- 2016 : 2666, de Roberto Bolaño, adaptation, mise en scène Julien Gosselin, création Avignon, tournée
- 2018 : L'Adolescent, de Dostoïevski, mise en scène Franck Castorf [8], création Schauspiel Köln.
- 2020 : Les Serpents de Marie N'Diaye, mise en scène Jacques Vincey, Théâtre Olympia (Tours), tournée

### Metteuse en scène
- 2012 : La Chanson création le Théâtre du Nord (Lille)
- 2014 : Dans Le nom[9], création le Théâtre du Nord, tournée
- 2017 : France fantôme[10], création le Théâtre du Nord, tournée
- 2020 : La Réponse des hommes d'après Œuvres de miséricorde de Saint-Mathieu, Théâtre du Nord (Lille), tournée[11], Théâtre Nanterre-Amandiers 2022[12],[13], Odéon-Théâtre de l'Europe/Ateliers Berthier 2024[3]
- 2023 : Némésis, libre adaptation du roman de Philip Roth, création aux Ateliers Berthier[3]

### Autrice
- 2015 : Recall Them Corp.[14]

## Filmographie
- 2018 : La Chanson, moyen métrage de et avec Tiphaine Raffier
  - Sélection à la Quinzaine des réalisateurs du festival de Cannes 2018
  - Grand prix du festival européen du film court de Brest[15]
  - Prix de la meilleure musique originale (SACEM) et mention spéciale du jury au festival international du court métrage de Clermont-Ferrand en 2019

## Publications
- La Chanson, La Fontaine éditions, 2014
- Dans le nom, La Fontaine éditions, 2016[16]
- France fantôme, La Fontaine éditions, 2019